# Hanwha Techwin
Hanwha Techwin (кор.: хангиль: 한화테크윈 주식회사, ханча: 韓華---株式會社, НЛ: Hanhwa Tekeuwin Jusighoesa), заснована як Samsung Techillance, є компанією, що займається відеоспостереженням. Це дочірня компанія Hanwha Group. У компанії працює 1822 людини, її штаб-квартира знаходиться в Південній Кореї. Його загальний обсяг продажів у 2020 році склав 529,8 мільярда південнокорейських вон.
До придбання Hanwha, Techwin також розробляла та продавала продукти з автоматизації,  аеронавтики та військової техніки. З тих пір ці підприємства були виділені у спеціальні дочірні компанії Hanwha – Hanwha Precision Machinery, Hanwha Aerospace і Hanwha Land Systems.

## Історія
Компанія була заснована як Samsung Precision в 1977 році, пізніше перейменована в Samsung Techwin. Під керівництвом Samsung у 1978 році компанія створила лабораторію точних приладів, а в 1979 році почала виготовляти камери. У технічній співпраці з General Electric вона розпочала виробництво реактивних двигунів для корейських літаків у 1980 році. Виробництво 155-мм самохідної артилерії почався в 1984 році.
У 1987 році компанія змінила назву на Samsung Aerospace Industries і почала виготовляти гелікоптери. Вона придбала Rollei, німецького виробника фотоапаратів, і Union Optics of Japan, виробника напівпровідникового обладнання. У 1996 році вона розробила гелікоптер SB427 разом з Bell і почала продавати цифрові камери під маркою «Samsung Kenox» у 1997 році. У тому ж році вона випустила перший винищувач KF-16 у Кореї.
У 1999 році компанія передала авіаційний бізнес компанії Korea Aerospace Industries, а в 2000 році змінила назву на Samsung Techwin.
Вона експортував до Туреччини 155-мм самохідну артилерійську установку К-9. У 2005 році компанія посіла перше місце на корейському ринку цифрових камер і розпочала технічне співробітництво з Pentax.
У лютому 2014 року Samsung Techwin представила своє нове портфоліо IP-камер для вертикальних ринків на Міжнародній виставці безпеки та пожежі (SICUR).
У грудні 2014 року Samsung Electronics оголосила про продаж своєї частки в своєму підрозділі безпеки Samsung Techwin південнокорейському конгломерату Hanwha Group.
29 червня 2015 року Hanwha завершила поглинання і перейменувала його на Hanwha Techwin.
У 2017 році Hanwha Techwin виділила свій бізнес з виробництва машин підбору та розміщення SMT під назвою Hanwha Precision Machinery.
У 2018 році Hanwha Techwin взяв участь у Korea International Boat Show 2018, який є одним з найкращих човнових шоу в Азії. Hanwha Techwin була єдиною глобальною корпорацією безпеки, яка взяла участь у виставці індустрії морського дозвілля, що проходила в Кояні, Південна Корея, у KINTEX. Hanwha Techwin продемонструвала важливість безпеки на морі та продемонструвала рішення щодо безпеки на морі.
У листопаді 2020 року було анонсовано новий додаток для системних інтеграторів. Додаток можна запускати на мобільних пристроях і завантажувати з Google Play і Apple App Store. Це робить перевірку того, що всі пристрої встановлено зручніше, і створює специфікацію матеріалів, щоб перевірити, чи було виконано замовлення.
2 липня 2021 року Hanwha Techwin анонсує п’ять нових моделей камер AI серії P. Hanwha P Series AI Camera — це модель камер безпеки з технологією відеоаналітики. Ця технологія здатна виявляти об’єкти, таких як людей, транспортні засоби, номерні знаки та обличчя, а також класифікувати об’єкти за такими категоріями, як вікові групи, стать та колір.

## Продукти
- Відеоспостереження

Системи відеоспостереження, модулі, Presenter, FRID, DVR, оптичні прилади тощо.

### Колишні продукти
Оборонні галузі – передано до Hanwha defense
- Самохідна артилерія K9 Thunder, K10 ARV (автомобілі для постачання боєприпасів), підсистеми для K2 Black Panther, робот SGR-A1.

#### Передано доHanwha Aerospace
- Системи живлення: газові турбіни, двигуни для вертольотів, компресори холодоагенту, капітальний ремонт тощо.
- Перевезення: Samsung Techwin керує кількома вертолітними маршрутами всередині Південної Кореї[15].

#### Споживча електроніка – передано доSamsung Electronics
- Цифрові фотоапарати: лінійка Samsung Digimax (наприклад, Samsung Digimax A7)